# IC 3977
IC 3977 је појединачна звијезда у сазвјежђу Ловачки пси која се налази на листи објеката дубоког неба у Индекс каталогу.
Деклинација објекта је + 36° 47' 55" а ректасцензија 12h 59m 19,6s.